# Наклеушев, Евгений Михайлович
Евге́ний Миха́йлович Накле́ушев (21 июня 1942 г., Матышево, Сталинградская область, РСФСР, СССР — 12 июля 2017 г., Нью-Йорк, США) — советский и американский философ, писатель, публицист.

## Биография
Родился в прифронтовой зоне в селе Матышево Сталинградской области. Отчислен[прояснить] осенью 1968 года с физического факультета Харьковского университета после событий в Чехословакии. Закончил философский факультет МГУ имени М.В.Ломоносова в 1972 г. С 1977 г. — в эмиграции (США). Опубликовал в эмиграции книгу «К единому знанию» (англ. Towards Integral Knowledge), США, Холиок, 1984), субсидированную Солженицыным, обратившим внимание на Наклеушева по статьям в эмигрантской прессе. Книга была выпущена на русском языке, занесена в Каталог Библиотеки Конгресса США, но квалифицированного переводчика для этой книги не нашли, хотя попытки перевода были[уточнить].
В общей сложности опубликовано в эмигрантской прессе разных стран около 200 статей. Из них выделяются: «О тоталитарных государствах как „химерах“», где осенью 1981 г. предсказал в № 29 «Континента» (Париж) падение СССР «в течение десятилетия»; «Снова XVIII век!», «Континент» (№ 45), 1995; «О милосердии и справедливости, жёсткости и потакании», «Континент» (№ 85).
Скоро вам что-то пошлет (или даже уже послал) еще один славянский мыслитель Женя Наклеушев, печатавшийся в «Континенте». По типу он — начетчик, деревенский философ в оловянных очках и с самодельным телескопом в руке. Тем не менее я, например, читаю его с интересом. На фоне всеобщего (не в Европе, а в Америке) балагурства, порядком мне надоевшего, хотя я отчасти сам его и взращивал, Наклеушев выглядит привлекательно. Должен сказать, что я еще в 1980-м году объяснял (как старший товарищ) Вайлю и Генису следующее. Если писатель лишен чувства юмора, то это — большое несчастье, но если он лишен чего-то обратного, скажем, чувства драмы, то это — еще большая трагедия. Все-таки, почти не нажимая педалей юмора, Толстой написал «Войну и мир», а без драматизма никто ничего великого не создал. Чувство драмы было у Тэффи, у Аверченко, не говоря о Зощенко или Булгакове. Разве что одни лишь Ильф с Петровым обходились (и то не всегда) без этого чувства, создавая чудные романы. Короче, мне все время вспоминаются слова Бердяева: «Некоторым весело даже в пустыне. Это и есть пошлость». Это Бердяй (как его называет Бродский) имел в виду нашу русскую прессу в Америке.[www.pseudology.org/Dovlatov/Pisma/Vladimovy2.htm] (Письма Сергея Довлатова к Владимировым, 15 мая 1986)

В эмиграции публиковался помимо «Континента» (Париж), в «Новом Русском Слове» (Нью-Йорк), «Новом американце» (Нью-Йорк), «Панораме» (Лос-Анджелес), Diario Las Americas (крупнейшее испаноязычное издание в США, Майами), «22» (Израиль), «Вече» (Мюнхен), «Литературном вестнике» (Нью-Йорк) и многих других.
Перевыпустил книгу «Введение в унологию или единое знание» (Ярославль, 2001, 345 стр.), во введении к которому «Героический энтузиазм философии» один из крупнейших культурологов советского времени Георгий Гачев написал: «мыслитель милостью Божией, проникший во все сферы мировой культуры… — и „как власть имеющий“ творит синтез всего.»
Скончался 12 июля 2017 года в Нью-Йорке на 76-м году жизни.